# 磐城炭礦軌道線
磐城炭礦軌道線（いわきたんこうきどうせん）は、現在福島県いわき市となっている、石城郡湯本町と小名浜町を結んでいた鉄道路線（軽便鉄道・軌道線）。磐城炭礦（現在の常磐興産）が運営していた。
当初は常磐炭田で採掘された石炭を船舶で輸送するため山元から小名浜港まで敷設された専用軌道であったが、1897年日本鉄道磐城線（現在の常磐線）の開通により石炭は山元から鉄道により運ばれるようになった。そのため、湯本 - 小名浜間の営業の特許をとり、旅客輸送を主体とした馬車軌道として生まれ変わった。

## 路線データ
- 路線距離（営業キロ）：湯本 - 小名浜間9.0km
- 軌間：762mm
- 駅数：9[1]
- 複線区間：なし（全線単線）
- 電化区間：なし（全線非電化）
- 動力：馬力→内燃

## 歴史

### 前史 専用軌道時代
磐城炭礦社（後に株式会社化）は、経営していた福島県小野田炭礦から採掘していた石炭を馬車や荷車で小名浜港まで運び船舶で輸送していたが、効率化を図るため、鉄道導入を決定した。そして、1887年5月（一説では9月）小野田 - 小名浜間に専用軌道（動力馬力）の運行を開始した。その開通により小野田炭礦の生産も拡大するようになった。その後1897年2月25日日本鉄道磐城線（現在の常磐線）が開通するのにともない、新たに小野田 - 湯本間に専用鉄道（動力蒸気）を完成させ石炭輸送を船舶から鉄道に切り替えた。そのため石炭輸送をやめた専用軌道は小野田 - 湯本間は物資輸送のためそのまま存続させ、また湯本 - 小名浜間は需要のあった一般客や貨物を取扱うべく特許をとり、1905年7月19日開業することとなった。

### 一般営業
湯本 - 小名浜間で一般営業を開始した磐城炭礦軌道線は大幅に減少した貨物輸送に対して、旅客輸送は好調で収入の7割から8割を占めるようになった。1922年には動力を蒸気に変更する計画を立てたが、併用軌道であることから沿線住民から交通事故や家屋への火災の恐れにより反対運動がおこり計画は断念せざるをえなかった。しかしその後関東大震災で市内交通に被害を受けた東京市がアメリカから輸入したT型フォード自動車（円太郎バス）に目を付け、15両払下をうけた。その内5両は軌道用に10両はトラックに転用し、1925年ガソリン動車の運転を開始した。この転換により1927年度には年間20万人を運び過去最高となった。ただその後乗合自動車の進出により乗客は減少することになるが、本業の炭礦は好調であり廃止されることもなく生き延びていた。だがそれも長くはなかった。太平洋戦争により石炭増産を強いられるなか、炭礦では金属など物資不足が深刻となっていた。そしてこの軌道線の資材を転用することとなり遂に1944年6月5日に廃止されることとなった。

### 年表
- 1905年（明治38年）7月19日 開業 (9.7km)。
- 1920年（大正9年）3月25日 改キロ (-0.7km)（小名浜付近の短縮による[4]）
- 1925年（大正14年） ガソリン動車を5両導入[5]
- 1944年（昭和19年）6月5日 全線 (9.0km) 廃止[6]

## 運行概要
1934年時点
旅客列車は1日13往復運行されており、全線の所要時間は約40分であった。

## 駅一覧
湯本駅 - 関船駅 - 下船尾駅 - 野田駅 - 住吉駅 - 大原駅 - 大根駅 - 枡形駅 - 小名浜駅 - 小名浜派出所
今尾 (2008) による

## 接続路線
廃止時
- 湯本駅：国鉄常磐線
- 小名浜駅：小名浜臨港鉄道本線

## 輸送・収支実績
| 年度 | 乗客（人） | 貨物量（トン） | 営業収入（円） | 営業費（円） | 益金（円） | その他益金（円）              | その他損金（円）             | 支払利子（円） |
| ---- | ---------- | -------------- | -------------- | ------------ | ---------- | ----------------------------- | ---------------------------- | -------------- |
| 1908 | 90,037     | 200,062        | 13,084         | 11,222       | 1,862      |                               | 900                          |                |
| 1909 | 83,232     | 20,042         | 11,666         | 11,210       | 456        |                               |                              |                |
| 1910 | 81,110     | 13,102         | 9,577          | 9,320        | 257        |                               |                              |                |
| 1911 | 86,567     | 2,129          | 6,886          | 6,203        | 683        |                               |                              |                |
| 1912 | 92,989     | 2,147          | 7,747          | 5,640        | 2,107      |                               |                              |                |
| 1913 | 85,254     | 2,714          | 10,396         | 7,790        | 2,606      |                               |                              |                |
| 1914 | 85,529     | 2,411          | 12,289         | 9,330        | 2,959      |                               |                              |                |
| 1915 | 86,172     | 2,512          | 12,788         | 9,452        | 3,336      |                               |                              |                |
| 1916 | 88,223     | 1,990          | 12,690         | 9,462        | 3,228      |                               |                              |                |
| 1917 | 91,316     | 2,572          | 14,440         | 11,399       | 3,041      |                               |                              |                |
| 1918 | 106,243    | 2,005          | 17,582         | 14,927       | 2,655      |                               |                              |                |
| 1919 | 110,880    | 2,148          | 19,133         | 22,967       | ▲ 3,834    |                               |                              |                |
| 1920 | 107,971    | 1,897          | 19,297         | 17,114       | 2,183      |                               |                              |                |
| 1921 | 105,887    | 1,934          | 19,193         | 15,624       | 3,569      |                               |                              |                |
| 1922 | 98,571     | 1,932          | 18,075         | 15,923       | 2,152      |                               |                              |                |
| 1923 | 101,780    | 2,417          | 18,124         | 13,947       | 4,177      |                               |                              |                |
| 1924 | 100,336    | 2,117          | 17,925         | 15,512       | 2,413      |                               |                              |                |
| 1925 | 105,361    | 1,958          | 18,347         | 15,007       | 3,340      | 9,541,756                     | 他事業8,014,874償却金450,000 | 124,912        |
| 1926 | 200,707    | 1,690          | 37,671         | 26,056       | 11,615     | 1,214,464                     | 償却金400,000                |                |
| 1927 | 205,245    | 1,850          | 41,612         | 26,989       | 14,623     |                               | 182,333                      |                |
| 1928 | 158,942    | 3,036          | 31,932         | 23,621       | 8,311      | 鉱業21,153                    |                              |                |
| 1929 | 125,165    | 2,743          | 25,263         | 23,487       | 1,776      | 石炭800,322                   | 償却金550,000                |                |
| 1930 | 108,647    | 2,959          | 20,444         | 19,238       | 1,206      | 石炭360,024                   | 償却金240,000                |                |
| 1931 | 78,912     | 4,066          | 16,601         | 18,438       | ▲ 1,837    | 石炭682,994                   | 償却金500,000                |                |
| 1932 | 51,593     | 6,687          | 12,856         | 15,960       | ▲ 3,104    | 石炭525,330                   | 償却金380,000                |                |
| 1933 | 65,690     | 2,210          | 10,774         | 13,036       | ▲ 2,262    | 石炭1,045,922                 | 雑損1                        |                |
| 1934 | 74,341     | 4,473          | 10,696         | 10,968       | ▲ 272      | 炭鉱960,970                   | 償却金3,701                  |                |
| 1935 | 77,177     | 4,820          | 9,762          | 8,772        | 990        | 炭鉱878,550                   | 償却金1,141                  |                |
| 1936 | 85,817     | 5,264          | 10,199         | 10,086       | 113        | 炭鉱900,740                   | 償却金2,000                  |                |
| 1937 | 85,695     | 3,760          | 10,059         | 9,192        | 867        | 炭鉱186,317                   |                              |                |
| 1939 | 97,131     | 775            | 12,193         | 11,207       | 986        | 炭鉱1,543,307                 |                              |                |
| 1941 | 77,291     | 1,013          | 7,876          | 16,999       | ▲9,123     | 炭鉱81,670他会計より繰入1,225 |                              |                |

- 鉄道院年報、鉄道院鉄道統計資料、鉄道省鉄道統計資料、鉄道統計資料、鉄道統計各年度版

## 補注
1. 1 2  今尾『日本鉄道旅行地図帳』
2. ↑  石炭を船舶に積み込むため小名浜港にある桟橋上まで線路を敷設していた。
3. ↑  ただ車両の一部は鉄道軌道統制会の裁定により栗原鉄道に譲渡された。
4. ↑  今尾『日本鉄道旅行地図帳』41頁では、1920年3月25日に小名浜 - 小名浜派出所0.7kmが廃止されたとある。
5. ↑  おやけ『常磐地方の鉱山鉄道』91頁では1925年11月5日を運転開始日としている。
6. ↑  「軌道運輸営業廃止」『官報』1944年7月26日（国立国会図書館デジタルコレクション）